# Alliance française de Katowice
 (août 2025).
L'Alliance française de Katowice (Alliance Française przy Uniwersytecie Śląskim), qui avait déjà existé pendant l'entre-deux-guerres, a été fondée en 1978 à l'initiative du professeur Aleksander Abłamowicz au sein de l'Université de Silésie en tant que service commun (Jednostka międzywydziałowa)  en liaison avec le Comité polonais de coopération avec l'Alliance française (Polski Komitet Współpracy z Alliance Française) fonctionnant auprès de l'Université de Varsovie.
En 2008, a été créée une association sans but lucratif indépendante ("Stowarzyszenie Alliance Française w Katowicach", KRS 0000297763) pour en assurer le développement en liaison avec l'université, en se conformant aux règles habituelles de la Fondation Alliance française.

## Activités
L'Alliance française de Katowice propose au public polonais ou étranger des cours de langue française pour adultes et enfants à tous les niveaux, de l'initiation aux niveaux avancés, ainsi que des cours spécifiques tels que français de l'hôtellerie, français des affaires, et enfin des cours de polonais pour francophones.
Elle permet de préparer et de passer les tests et examens officiels français de français langue étrangère : TCF, DELF, DALF, ainsi que les diplômes de français professionnel (DFP) de la Chambre de commerce et d'industrie de Paris (CCIP).
Elle offre par ailleurs une médiathèque.
Elle organise des événements culturels et notamment les Journées de la Francophonie en Silésie.

## Coordonnées
ul. Staromiejska 12/3 (II piętro budynku)
40-013 Katowice
tel. (+48) 518 868 344
ancienne adresse
ul. Szkolna 7 - 40-006 Katowice

## Administration

### Les directeurs de l'Alliance française de Katowice
- Halina Kędzierska (à partir de 1974)[4]
- Christophe Simon (jusqu'en 2011)
- Karl Zangerle (janvier 2012 - ?)
- Anne-Sophie Basta (en 2024)

#### Directrice des cours
- Renata Klimek-Kowalska (octobre 2011)

### Les présidents de l'Alliance française de Katowice
- Jean-Pierre Darcel (d) (2008-2010)
- Julien Ziemniak (2010, a renoncé à exercer ses fonctions)
- Sandrine Kosnicki (2010-2018)
- Ireneusz Wajda (depuis 2018)[5]